# کریس آرمسترانگ (بازیکن فوتبال، زاده ۱۹۷۱)
کریس آرمسترانگ (انگلیسی: Chris Armstrong؛ زادهٔ ۱۹ ژوئن ۱۹۷۱) بازیکن فوتبال اهل بریتانیا است.
از باشگاه‌هایی که در آن بازی کرده‌است می‌توان به باشگاه فوتبال کریستال پالاس، باشگاه فوتبال بولتون واندررز، باشگاه فوتبال تاتنهام هاتسپر، باشگاه فوتبال میلوال، و باشگاه فوتبال ورکسام اشاره کرد.
وی همچنین در تیم ملی فوتبال England B بازی کرده‌است.